# 水戸黄門 (1957年の映画)
『水戸黄門』（みとこうもん）は、1957年（昭和32年）8月11日公開の日本映画である。東映製作・配給。監督は佐々木康。富士フイルムカラー、東映スコープ、98分。
月形龍之介の映画生活38周年記念として、東映俳優陣オールキャストで製作された。月形の『水戸黄門』シリーズの第11作で、水戸黄門映画初のカラー・シネマスコープサイズ作品。配収は3億5334万円で、1957年度の邦画配収ランキング第3位となり、水戸黄門映画最大のヒット作となった。

## スタッフ
- 監督：佐々木康
- 製作：大川博
- 企画：玉木潤一郎、マキノ光雄、大森康正
- 脚本：比佐芳武
- 原作：直木三十五
- 撮影：吉田貞次
- 音楽：万城目正
- 美術：鈴木孝俊
- 編集：宮本信太郎
- 録音：石原貞光
- 照明：山根秀一
- 進行主任：池田利次
- 色彩考証：和田三造
- 衣裳考証：甲斐庄楠音

## キャスト
- 水戸光圀：月形龍之介

- 関根弥次郎：市川右太衛門

- 宇之吉：中村錦之助
- 渥美格之進：大川橋蔵

- お六：千原しのぶ
- お縫：長谷川裕見子
- 伝七：片岡栄二郎
- 島木新三郎：尾上鯉之助
- 榊原縫之助：伏見扇太郎
- おたきの方：花柳小菊

- 中川玄春：月形哲之介
- 熊沢惣右ェ門：清川荘司
- 根田八郎太：吉田義夫
- 山辺但馬：小柴幹治
- 平岩左内：高木新平
- 田川大六：横山エンタツ
- 金兵ヱ：杉狂児
- 彦坂長太夫：高松錦之助
- 春元次郎左衛門：中村時之介
- 佐次兵衛：有馬宏治
- 吾作：団徳麿
- 塚口忠太夫：市川百々之助
- 隆光：水野浩
- 小谷主膳：沢田清
- 権次：時田一男
- 黒田彦兵衛：大文字秀介
- 阿部豊後守：河部五郎
- 岡田次郎八：楠本健二
- 結城助九郎：青柳竜太郎
- 吾兵ヱ：尾上華丈
- 古垣藤九郎：上代悠司
- 三斎：中野雅晴
- 助松：石丸勝也
- 冬木武兵衛：河村満和
- 石崎勘兵衛：加藤浩
- 室源八郎：尾形伸之助
- 市助：船津高也
- 山崎新藏：小金井修
- 綱吉の小姓：里見浩太朗 (ノンクレジット)

- お杉：松浦築枝
- お琴：桜町弘子
- 墨染太夫：竹原秀子
- お千賀：吉田江利子
- お桂：滝千江子
- お吟：若水美子
- 桂昌院：入江たか子

- 柳沢吉保：進藤英太郎
- 酒井忠清：六代目坂東蓑助
- 葉山庄之助：原健策
- 藤井紋太夫：加賀邦男
- 小栗美作：薄田研二
- 萩田主馬：大河内傳次郎

- 佐々木助三郎：東千代之介
- 野中主水：大友柳太朗

- 将軍綱吉：片岡千恵蔵